# Hind Kabawat
Hind Kabawat (arab. ‏هند قبوات‎; ur. 1974) – syryjsko-kanadyjska polityk, badaczka, działaczka feministyczna, od 2025 minister spraw społecznych i pracy Syrii.

## Życiorys
Hind Kabawat urodziła się w Indiach w rodzinie damaceńskich chrześcijan.
Uzyskała licencjat z ekonomii na Uniwersytecie Damasceńskim oraz dyplom ukończenia studiów prawniczych na Bejruckim Uniwersytecie Arabskim. Posiada tytuł magistra stosunków międzynarodowych z Fletcher School na Uniwersytecie Prawa i Dyplomacji Tufts, a także certyfikaty z zakresu rozwiązywania konfliktów i przywództwa strategicznego z Uniwersytetu w Toronto.

## Kariera
W latach 1989–2014 Hind pracowała jako doradca ds. międzynarodowych w różnych kancelariach prawnych w Toronto, pełniła funkcję członka rady doradczej i konsultanta Banku Światowego oraz była starszą urzędniczką programową w Instytucie Pokoju Stanów Zjednoczonych.
Hind Kabawat jako zastępca szefa biura Syryjskiej Komisji Negocjacyjnej (wcześniej znanej jako Wysoki Komitet Negocjacyjny) brała udział w rozmowach pokojowych w Genewie w 2017 r. na temat Syrii.
Hind Kabawat pełni również funkcję dyrektora ds. budowania pokoju międzyreligijnego w Centrum ds. Religii Świata, Dyplomacji i Rozwiązywania Konfliktów (CRDC) na Uniwersytecie George’a Masona.
Hind Kabawat jest członkinią-założycielką organizacji feministycznej Tastakel (Istiqlal) prowadzącej sieć ośrodków w Syrii, które zapewniają edukację i usługi doradcze dla kobiet.
Po upadku reżimu Assada została mianowana przez nowego prezydenta Syrii członkinią Komitetu Przygotowawczego Syryjskiej Konferencji Dialogu Narodowego w lutym 2025 r., a od marca ministrą spraw społecznych i pracy.

## Życie prywatne
Jest chrześcijanką. Jej mężem jest syryjski biznesmen, Samer Kabawat.